# Dorfkirche Katerbow

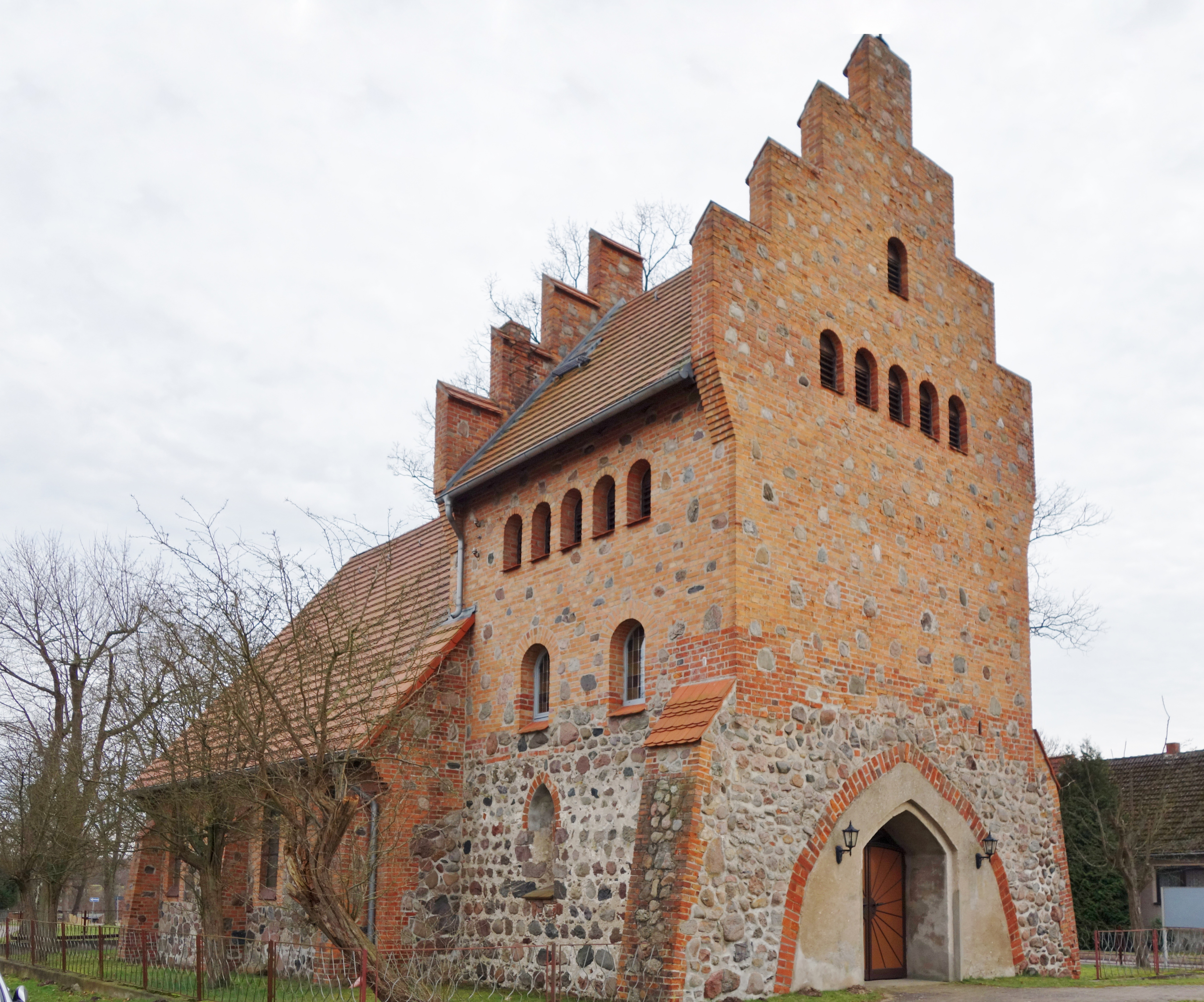
Dorfkirche Katerbow

Die evangelische, denkmalgeschützte Dorfkirche Katerbow steht im Ortsteil Katerbow der Gemeinde Temnitzquell  im Landkreis Ostprignitz-Ruppin in Brandenburg. Die Kirche gehört zur Gesamtkirchengemeinde Temnitz im Kirchenkreis Wittstock-Ruppin der Evangelischen Kirche Berlin-Brandenburg-schlesische Oberlausitz.

## Beschreibung
Die Saalkirche aus einem Langhaus, einem Kirchturm im Westen, die beide von Strebepfeilern gestützt werden, und einer halbrunden Apsis im Osten wurde 1953–56 nach Entwürfen von Winfried Wendland aus Mischmauerwerk errichtet. Dabei wurden geringe Reste des 1786 abgebrannten gotischen Vorläuferbaus aus Feldstein einbezogen, der durch einen Fachwerksaal ersetzt worden war. Das Langhaus ist mit einem Satteldach bedeckt, ebenso der Kirchturm zwischen den Staffelgiebeln im Osten und Westen.